# Emmett Davis
Emmett S. Davis (28 de fevereiro de 1886 — Los Angeles, 22 de dezembro de 1967) foi um velejador estadunidense, medalhista olímpico. Ele competiu nos Jogos Olímpicos de Verão de 1932 na classe 6 Metre e conquistou a medalha de prata na disputa a bordo do Gallant com Robert Carlson, Temple Ashbrook, Frederic Conant, Donald Wills Douglas Jr. e Charles Smith.